# Betwa
Betwa (Hindi: बेतवा, trl.: वेत्रवती) – rzeka w północno-środkowych Indiach, płynąca w stanach Madhja Pradeś i Uttar Pradeś. Płynie przez wyżynę Dekan oraz nizinę Ganges. Rzeka jest wykorzystywana do nawadniania oraz zaopatrywanie w wodę miast.
- Długość: 612 km[1]
- Główny dopływ: Dhasan[1]